# Велькенбах
Велькенбах (нем. Welkenbach) — община в Германии, в земле Рейнланд-Пфальц. 
Входит в состав района Вестервальд. Подчиняется управлению Хахенбург.  Население составляет 143 человека (на 31 декабря 2010 года). Занимает площадь 2,30 км².